# Pons z Tripolisu
Pons z Tripolisu (latinsky Pontius, 1098 – 1137) byl tripolským hrabětem.

## Život
Narodil se jako syn hraběte Bernarda z Toulouse a Heleny, dcery Oda Burgundského.
Zřejmě roku 1112 se oženil s dcerou francouzského krále Filipa I., princeznou Cecílií, vdovou po galilejském knížeti Tankredovi. Tento sňatek pomohl k urovnání vztahů mezi normanskými a provensálskými křižáky, které byly rozostřeny již od dob obléhání Antiochie. Měl syna Raimonda II. z Tripolisu a dceru Anežku. 
Roku 1118 Pons podpořil nového jeruzalémského krále Balduina II. a následujícího roku s ním táhl na pomoc antiochijskému regentovi Rogerovi ze Salerna zastavit muslimskou invazi Il-gházího. Roger však odmítl čekat na posily z Jeruzaléma a Tripolisu a vytáhl proti muslimům sám. V následné bitvě na Ager Sanguinis (latinsky na krvavém poli) byla antiochijská armáda zničena a normanští rytíři se z ní již nikdy nevzpamatovali. Král a Pons poté zachránili alespoň samotnou Antiochii a Balduin II. se stal antiochijským regentem namísto padlého Rogera. Krátce poté byl ale Balduin II. Turky zajat.
V roce 1124, poté co byl král za výkupné ze zajetí propuštěn, Pons opět jeruzalémskou armádu podpořil při dobývání důležitého přístavního města Tyru. Následujícího roku byl hrabě mezi křižáckými vítězi z bitvy u Azazu. Roku 1131 však odmítl uznat nového jeruzalémského krále Fulka z Anjou. Stejně však jednali i ostatní křižáčtí vládci a Fulko vytáhl s vojskem na sever, aby se svými leníky vypořádal. V bitvě u Rugie porazil tripolského hraběte a vynutil si tak na něm omluvu za svou neposlušnost i lenní přísahu.
Roku 1137 do Tripolského hrabství vtrhla armáda z Damašku. Pons proti ní vytáhl, ale v bitvě s Turky padl. Jeho nástupcem na tripolském trůnu se stal syn Raimond, jako Raimond II. z Tripolisu.